# Línguas do Sudão
O Sudão é um país africano multilíngue que é dominado principalmente pelo seu dialeto local da língua árabe. A população do Sudão representa uma grande diversidade étnica, esta diversidade manifesta-se, também, na variedade de línguas territoriais que se falam no local. Estima-se que existam 114 línguas indígenas no país e que existam mais de 500 dialetos; apesar disto a constituição do Sudão dispõe apenas do inglês e do árabe como línguas oficiais.

## Línguas
A maioria das línguas faladas na África se enquadram em quatro ramos linguísticos; três desses ramos linguísticos — afro-asiático, niger-congolês e nilo-saariano — são encontrados no Sudão. Cada um é dividido em grupos que, por sua vez, são subdivididos em conjuntos de línguas intimamente relacionadas.
A língua mais falada no Sudão é o árabe, membro do ramo semita da família de línguas afro-asiáticas. As línguas cuchíticas, outra grande família das línguas afro-asiáticas, são fortemente representadas no país pela língua beja, falada pelo povo beja.